# Liste des prétendants au trône de France depuis 1792
Pour les articles homonymes, voir Trône (homonymie).
| - Le prétendant légitimiste : Louis de Bourbon, dit « duc d'Anjou ». - Le prétendant orléaniste : Jean d'Orléans, dit « comte de Paris ». - Le prétendant bonapartiste : Jean-Christophe Bonaparte, dit « prince Napoléon ». |

Depuis le 2 août 1830, date de l'abdication du roi Charles X, suivi par le 24 février 1848, date de l'abdication du roi des Français Louis-Philippe Ier et enfin le 4 septembre 1870, date de l'abdication de l'empereur Napoléon III, la couronne de France est principalement disputée entre trois maisons, avec différents prétendants : 
- l'actuelle branche aînée des Bourbons, depuis la mort sans enfants d'Henri d'Artois, « comte de Chambord », en 1883, les Bourbon-Anjou[N 1] avec Louis de Bourbon, duc d'Anjou ;
- la branche cadette de la lignée aînée des descendants du roi Louis-Philippe (quatrième maison d'Orléans)[N 2] avec Jean d'Orléans, comte de Paris ;
- les Bonaparte[N 3] avec Jean-Christophe Napoléon.

Les titres portés actuellement par les membres de ces familles sont des titres de courtoisie. Ils sont traditionnellement admis mais n’ont aucune existence juridique, les chefs des familles ayant régné ne possédant pas, au regard des lois de la République française, la faculté d’octroyer des marques d’honneur et de distinction ou des titres.

## Prétendants royalistes aux trônes de France et de Navarre

### De la Première République à la Restauration (1792-1814)

#### Généalogie
- Louis XV, roi de France et de Navarre (1715-1774) 
  - Louis de France (1729-1765), dauphin de France
    -  Louis XVI, roi de France et de Navarre (1774-1791) et roi des Français (1791-1792), prétendant de facto au trône de France (1792-1793)
      -  Louis de France (Louis XVII), prétendant aux trônes de France et de Navarre (1793-1795)

    -  Louis de France (Louis XVIII), prétendant aux trônes de France et de Navarre (1795-1814)

#### Prétendants
| Portrait    | Prétendant | Période                                                 | Titres                                                                      | Notes |
| ----------- | --- | ------------------------------------------------------- | --------------------------------------------------------------------------- | --- |
| Louis XVI   | Louis XVI Louis-Auguste de France Né le 23 août 1754 à Versailles — Mort le 21 janvier 1793 à Paris                      | 21 septembre 1792 — 21 janvier 1793 4 mois              | Duc de Berry Dauphin de France Roi de France et de Navarre Roi des Français | Devenu « roi des Français » en novembre 1789, Louis XVI est suspendu de ses fonctions royales lors de la journée du 10 août 1792, la république étant proclamée le 21 septembre suivant. Pour les royalistes, Louis reste roi de jure jusqu’à son exécution le 21 janvier 1793.                                                            |
| Louis XVII  | « Louis XVII » Louis-Charles de France Né le 27 mars 1785 à Versailles — Mort le 8 juin 1795 à Paris                     | 21 janvier 1793 — 8 juin 1795 2 ans, 4 mois et 18 jours | Duc de Normandie Dauphin de France Prince royal                             | À la mort de son père, Louis-Charles devient pour les royalistes le roi « Louis XVII » alors qu’il est emprisonné à la tour du Temple. Lorsqu’il meurt le 8 juin 1795, son oncle le comte de Provence devient le prétendant à la succession.                                                                                               |
| Louis XVIII | « Louis XVIII » Louis-Stanislas-Xavier de France Né le 17 novembre 1755 à Versailles — Mort le 16 septembre 1824 à Paris | 8 juin 1795 — 6 avril 1814 18 ans, 9 mois et 29 jours   | Comte de Provence Comte de l'Isle                                           | Frère de Louis XVI et oncle de « Louis XVII », Louis-Stanislas-Xavier est considéré par les royalistes comme étant le roi « Louis XVIII ». Lors de la Première Restauration, le roi reprend le nom de Louis XVIII et signe ses actes de l'année dix-neuf de son règne, considérant que son règne a bien commencé en 1795[réf. nécessaire]. |

### Pendant les Cent-Jours (1815)

#### Généalogie
- Louis XV, roi de France et de Navarre (1715-1774) 
  - Louis de France (1729-1765), dauphin de France
    -  Louis XVI, roi de France et de Navarre (1774-1791) et roi des Français (1791-1792), prétendant de facto au trône de France (1792-1793)
      -  Louis de France (Louis XVII), prétendant aux trônes de France et de Navarre (1793-1795)

    -  Louis XVIII, roi de France et de Navarre (1814-1815), prétendant de facto aux trônes de France et de Navarre (1815)

#### Prétendant
| Portrait    | Prétendant | Période                                          | Titres                                        | Notes |
| ----------- | --- | ------------------------------------------------ | --------------------------------------------- | --- |
| Louis XVIII | Louis XVIII Louis-Stanislas-Xavier de France Né le 17 novembre 1755 à Versailles — Mort le 16 septembre 1824 à Paris | 20 mars 1815 — 8 juillet 1815 3 mois et 18 jours | Comte de Provence Roi de France et de Navarre | Pendant les Cent-Jours, le roi restauré en 1814 perd sa couronne. Lors de la Seconde Restauration, Louis la retrouve et règne jusqu’à sa mort, le 16 septembre 1824. |

### Prétendants légitimistes issus de la branche d'Artois pendant et après la monarchie de Juillet (1830-1883)

Armoiries des prétendants depuis 1830.

Le 27 juillet 1830, une journée après la publication d’ordonnances au Moniteur, une émeute débute à Paris, c’est le début de la révolution de Juillet. Face à la politique « réactionnaire », l’insurrection populaire se développe jusqu’à son apogée le 29 juillet 1830 et décide finalement Charles X à abdiquer le 2 août 1830 en faveur de son petit-fils Henri d'Artois, comte de Chambord, en confiant la régence au premier prince du sang, Louis-Philippe, duc d’Orléans. N’ayant pas fait proclamer le jeune Henri, comte de Chambord, comme le roi déchu lui demandait, Louis-Philippe, duc d’Orléans, devient, après que la Chambre eut amendé la Charte de 1814, le second roi des Français sous le nom de Louis-Philippe Ier.
Considérant les lois fondamentales bafouées par le nouveau régime mis en place, les partisans de Charles X considèrent Louis-Philippe Ier, qui appartient à une branche cadette des Bourbons (la maison d’Orléans), comme un « usurpateur ». Exilé, l’ancien roi de France passe le restant de son existence entre le Royaume-Uni et l’Autriche alors que ses partisans — appelés « royalistes » — ne s’immiscent pas ou s’immiscent peu dans la politique sous la monarchie de Juillet, retournant dans leurs provinces.
Au cours du XIXe siècle, le mouvement des partisans de la branche aînée devient notable en France. La notion de « légitimisme » émerge après 1830 et connaît son apogée au milieu des années 1870, où une possible restauration a failli faire d'Henri d'Artois, comte de Chambord, un roi de France s’il avait accepté le drapeau tricolore ou si les députés avaient accepté le drapeau blanc.
À partir de 1830, les prétendants sont des descendants directs de Louis de France, dauphin de France (1729-1765). Issus de la seconde maison d’Artois, fondée par Charles X alors qu’il était comte d’Artois, il s’agit des trois derniers princes issus de la branche directe de la maison de Bourbon.

#### Généalogie
- Louis XV, roi de France et de Navarre (1715-1774)
  - Louis de France (1729-1765), dauphin de France
    -  Louis XVI, roi de France et de Navarre (1774-1791) et roi des Français (1791-1792), prétendant de facto au trône de France (1792-1793)
      -  Louis de France (Louis XVII), prétendant aux trônes de France et de Navarre (1793-1795)

    -  Louis XVIII, roi de France et de Navarre (1814-1815 ; 1815-1824)
    -  Charles X, roi de France et de Navarre (1824-1830), prétendant aux trônes de France et de Navarre (1830-1836)
      -  Louis de France (Louis XIX), prétendant aux trônes de France et de Navarre (1836-1844)
      - Charles-Ferdinand d'Artois (1778-1820), duc de Berry
        -  Henri d'Artois (Henri V), prétendant aux trônes de France et de Navarre (1844-1883)

#### Prétendants
| Portrait             | Prétendant                                                                                              | Période                                                 | Titres                                                       | Notes |
| -------------------- | --- | ------------------------------------------------------- | ------------------------------------------------------------ | --- |
| Charles X            | Charles X Charles-Philippe de France Né le 9 octobre 1757 à Versailles — Mort le 6 novembre 1836 à Görz | 2 août 1830 — 6 novembre 1836 6 ans, 3 mois et 4 jours  | Comte d’Artois Roi de France et de Navarre Comte de Ponthieu | Charles devient roi de France à la mort de son frère Louis XVIII, le 16 septembre 1824. Sacré à Reims le 29 mai 1825, il abdique à la suite des Trois Glorieuses le 2 août 1830, journée pendant laquelle son fils le dauphin, futur « Louis XIX », contresigne l'abdication de son père, par laquelle ce dernier le fait renoncer à ses droits en faveur du petit-fils de Charles, censé devenir Henri V. Cependant, Henri n'est ni proclamé ni reconnu par la Chambre des députés, ce qui n'est pas nécessaire sous la Restauration. |
| Le duc d'Angoulême   | « Louis XIX » Louis-Antoine de France Né le 6 août 1775 à Versailles — Mort le 3 juin 1844 à Görz       | 6 novembre 1836 — 3 juin 1844 7 ans, 6 mois et 28 jours | Duc d’Angoulême Dauphin de France Comte de Marnes            | À la mort de son père Charles le 6 novembre 1836, Louis-Antoine devient l’aîné des descendants de la famille royale selon la tradition de primogéniture mâle. Une partie des légitimistes le reconnaît alors comme roi de France et de Navarre sous le nom de « Louis XIX », contre Louis-Philippe Ier, tandis que d'autres lui préfèrent son neveu Henri (les henriquinquistes). |
| Le comte de Chambord | « Henri V » Henri d’Artois Né le 29 septembre 1820 à Paris — Mort le 24 août 1883 à Frohsdorf           | 3 juin 1844 — 24 août 1883 39 ans, 2 mois et 21 jours   | Duc de Bordeaux Comte de Chambord                            | L’accession au trône du comte de Chambord paraît très proche d’aboutir en 1873. Néanmoins son attachement à la conservation du drapeau blanc comme drapeau national français, et l'attachement d'une majorité de députés, notamment des orléanistes, à la conservation du drapeau tricolore comme drapeau national français, firent échouer toute tentative de restauration (voir Projet de Troisième Restauration). |

### Prétendants orléanistes de la maison d’Orléans après la monarchie de Juillet (1848-1873)

Armoiries des prétendants depuis 1883.

D’abord mouvement favorable à la dynastie des Orléans sous la monarchie de Juillet, l’orléanisme devient après 1848 un courant monarchiste qui s’inscrit dans la fin du XIXe siècle jusqu’à nos jours.
Déchu en février 1848, le roi des Français Louis-Philippe Ier s’exile au Royaume-Uni alors que la Deuxième République est mise en place. Rapidement, des orléanistes soutiennent son petit-fils Philippe d'Orléans, comte de Paris, sous la République, certains l’appelant « Louis-Philippe II ».

#### Généalogie
- Louis-Philippe Ier, roi des Français (1830-1848)
  - Ferdinand-Philippe d'Orléans (1810-1842), duc d’Orléans
    -  Louis-Philippe d'Orléans (Louis-Philippe II), prétendant de facto au trône de France (1848-1873)

#### Prétendants
| Portrait          | Prétendant                                                                                                   | Période                                                  | Titres                      | Notes                                            |
| ----------------- | --- | -------------------------------------------------------- | --------------------------- | ------------------------------------------------ |
| Le comte de Paris | « Louis-Philippe II » Louis-Philippe d’Orléans Né le 24 août 1838 à Paris — Mort le 8 septembre 1894 à Stowe | 24 février 1848 — 5 août 1873 25 ans, 5 mois et 12 jours | Comte de Paris Prince royal | Ses partisans l’appellent « Louis-Philippe II ». |

### Prétendants légitimistes aux trônes de France et de Navarre issus de la branche d’Anjou (depuis 1883)
La mort d'Henri d'Artois, comte de Chambord, en 1883 crée un tournant dans la question dynastique en France. En effet, le dernier Bourbon direct meurt, et la majorité des anciens légitimistes se fondent dans le mouvement orléaniste (connu après 1883 comme étant le « mouvement fusionniste ») en soutenant la « candidature » de Philippe d'Orléans, comte de Paris, au trône de France.
D'autres, se fondant sur un principe de stricte application des lois fondamentales qui invalide le traité d’Utrecht et n'admettant aucune exclusion des princes devenus étrangers et de leur descendance du trône de France, soutiennent le descendant mâle direct de Hugues Capet et Philippe V d’Espagne, Jean de Bourbon (1822-1887).
Les princes qui prétendent aux trônes de France et de Navarre jusqu’à nos jours sont tous membres de la maison de Bourbon-Anjou, la branche de la maison de Bourbon devenue aînée après 1883.

#### Généalogie
- Louis XIV, roi de France et de Navarre (1643-1715)
  - Louis de France (1661-1711), dauphin de France
    - Louis de France (1682-1712), dauphin de France
      -  Louis XV, roi de France et de Navarre (1715-1774)
        - Louis de France (1729-1765), dauphin de France
          -  Louis XVI, roi de France et de Navarre (1774-1791)
            -  Louis de France (Louis XVII), prétendant aux trônes de France et de Navarre (1793-1795)

          -  Louis XVIII, roi de France et de Navarre (1814-1815 ; 1815-1824)
          -  Charles X, roi de France et de Navarre (1824-1830)
            -  Louis de France (Louis XIX), prétendant aux trônes de France et de Navarre (1836-1844)
            - Charles-Ferdinand d'Artois (1778-1820), duc de Berry
              -  Henri d'Artois (Henri V), prétendant aux trônes de France et de Navarre (1844-1883)

    -  Philippe V (1683-1746), roi d’Espagne
      -  Charles III (1716-1788), roi d’Espagne
        -  Charles IV (1748-1819), roi d’Espagne
          - Charles de Bourbon (1788-1855), infant d'Espagne
            -  Jean de Bourbon (Jean III), prétendant aux trônes de France et de Navarre (1883-1887)
              -  Charles de Bourbon (Charles XI), prétendant aux trônes de France et de Navarre (1887-1909)
                -  Jacques de Bourbon (Jacques Ier), prétendant aux trônes de France et de Navarre (1909-1931)

              -  Alphonse-Charles de Bourbon (Charles XII), prétendant aux trônes de France et de Navarre (1931-1936)

          - François de Paule de Bourbon (1794-1865), infant d'Espagne
            - François d'Assise de Bourbon (1822-1902), roi d'Espagne jure uxoris
              -  Alphonse XII (1857-1885), roi d’Espagne (1874-1885)
                -   Alphonse XIII (Alphonse Ier) (1886-1941), roi d’Espagne (1886-1931), prétendant aux trônes de France et de Navarre (1936-1941)
                  -  Jacques-Henri de Bourbon (Henri VI) (1908-1975), prétendant aux trônes de France et de Navarre (1941-1975)
                    -  Alphonse de Bourbon (Alphonse II) (1936-1989), prétendant aux trônes de France et de Navarre (1975-1989)
                      -  Louis de Bourbon (Louis XX) (né en 1974), prétendant aux trônes de France et de Navarre (depuis 1989)

#### Prétendants
| Portrait                         | Nom | Période                                                       | Titres d'attente                                                        | Notes | Armoiries revendiquées |
| -------------------------------- | --- | ------------------------------------------------------------- | ----------------------------------------------------------------------- | --- | ---------------------- |
| Le comte de Montizón             | « Jean III » Jean de Bourbon Né le 15 mai 1822 à Aranjuez — Mort le 18 novembre 1887 à Hove                        | 24 août 1883 — 18 novembre 1887 4 ans, 2 mois et 25 jours     | Comte de Montizón                                                       | Au décès de son cousin Henri d'Artois, comte de Chambord, le 24 août 1883, Jean de Bourbon devint l’aîné des Capétiens, l’aîné des descendants de Hugues Capet et Saint Louis, d’Henri IV et de Louis XIV. Une partie des légitimistes (les « Blancs d’Espagne ») l’ont reconnu comme roi de France et de Navarre sous le nom de Jean III.                                                   |                        |
| Le duc de Madrid                 | « Charles XI » Charles de Bourbon Né le 30 mars 1848 à Ljubljana — Mort le 18 juillet 1909 à Varèse                | 18 novembre 1887 — 18 juillet 1909 21 ans et 8 mois           | Duc de Madrid                                                           | À la mort de son père Jean le 18 novembre 1887, Charles devient l’aîné des Capétiens ; ainsi, les légitimistes le reconnaissent comme roi de France et de Navarre sous le nom de « Charles XI ». Il est inhumé à Trieste, dans la cathédrale Saint-Just. |                        |
| Le duc de Madrid, duc d'Anjou    | « Jacques Ier » Jacques de Bourbon Né le 27 juin 1870 à Vevey — Mort le 2 octobre 1931 à Paris                     | 18 juillet 1909 — 2 octobre 1931 22 ans, 2 mois et 14 jours   | Duc de Madrid Duc d’Anjou                                               | Après la Première Guerre mondiale, Jacques prit en outre le titre de duc d’Anjou, en tant qu’aîné des descendants du roi Philippe V d’Espagne (1683-1746), fondateur de la dynastie qui était né duc d’Anjou. Ce titre sera par la suite repris par la plupart des prétendants légitimistes jusqu’à aujourd’hui.                                                                             |                        |
| Le duc de San Jaime, duc d'Anjou | « Charles XII » Alphonse-Charles de Bourbon Né le 12 septembre 1849 à Londres — Mort le 29 septembre 1936 à Vienne | 2 octobre 1931 — 29 septembre 1936 4 ans, 11 mois et 27 jours | Duc de San Jaime Duc d’Anjou                                            | Alphonse-Charles devient l’aîné des Bourbons à la mort de son neveu Jacques le 2 octobre 1931. Duc d’Anjou, les légitimistes, minoritaires depuis la mort d'Henri d'Artois, comte de Chambord (alors que les orléanistes étaient majoritaires parmi les royalistes français) le reconnurent alors comme « roi de France et de Navarre » sous le nom de « Charles XII ».                      |                        |
| Alphonse XIII                    | « Alphonse Ier » Alphonse de Bourbon Né le 17 mai 1886 à Madrid — Mort le 28 février 1941 à Rome                   | 29 septembre 1936 — 28 février 1941 4 ans, 4 mois et 30 jours | Roi d’Espagne Duc de Tolède                                             | Cousin du précédent, l’ancien roi Alphonse XIII résida en divers endroits durant son exil après 1931. Alphonse passa les dernières années de sa vie à Rome. Au décès de son cousin le duc de San Jaime le 29 septembre 1936, Alphonse XIII devient l’aîné des Capétiens ainsi les légitimistes le reconnaissent alors comme « roi de France et de Navarre » sous le nom d’ « Alphonse Ier ». |                        |
| Le duc de Ségovie, duc d'Anjou   | « Henri VI » Jacques-Henri de Bourbon Né le 23 juin 1908 à San Ildefonso — Mort le 20 mars 1975 à Saint-Gall       | 28 février 1941 — 20 mars 1975 34 ans et 20 jours             | Infant d’Espagne Duc de Ségovie Duc d’Anjou Duc de Madrid Duc de Tolède | Après la fin de la Seconde Guerre mondiale, Jacques-Henri, duc de Ségovie, assume sa position de « chef de la maison royale de France » en tant qu’aîné des Capétiens, et porte le titre de duc d’Anjou. | [ 2 ]                  |
| Le duc de Cadix, duc d'Anjou     | « Alphonse II » Alphonse de Bourbon Né le 20 avril 1936 à Rome — Mort le 30 janvier 1989 à Beaver Creek            | 20 mars 1975 — 30 janvier 1989 13 ans, 10 mois et 10 jours    | Duc de Bourgogne Duc de Bourbon Duc de Cadix Duc d’Anjou                | Connu en France sous le titre de courtoisie de duc d’Anjou, Alphonse est considéré par les partisans légitimistes d’une restauration, comme appelé à régner (sous le nom d’ « Alphonse II »), en qualité d’héritier des rois de France. En effet, il était l’aîné des descendants mâles par primogéniture d’Hugues Capet.                                                                    |                        |
| Le duc d'Anjou                   | « Louis XX » Louis de Bourbon Né le 25 avril 1974 à Madrid                                                         | Depuis le 30 janvier 1989 36 ans, 6 mois et 17 jours          | Duc de Touraine Duc de Bourbon Duc d’Anjou                              | Fils d’Alphonse, Louis est l’aîné de la dynastie des Capétiens, descendant direct de Hugues Capet et de Saint Louis et chef de la maison de Bourbon, il est connu comme le duc d’Anjou. |                        |

### Prétendants orléanistes fusionnistes de la maison d'Orléans (depuis 1883)
Après la mort d'Henri d'Artois (1820-1883), comte de Chambord, se voulant héritiers de la monarchie traditionnelle et non celle de Juillet, les aînés des Orléans se posent en prétendants « unionistes » des deux courants monarchistes rivaux (légitimisme et orléanisme). En guise de symbole, Philippe d'Orléans (1838-1894), comte de Paris, ancien prétendant orléaniste « pur », est appelé après 1883 « Philippe VII » et non plus « Louis-Philippe II ».
Louis-Philippe, duc d’Orléans avait été titré premier prince du sang sous la Restauration, malgré le vote régicide de son père en 1793 : de quoi lever les dernières réticences de certains légitimistes, prêts à faire passer l'opportunisme politique avant le respect des lois fondamentales. Ces légitimistes-là vont faire partie des royalistes fusionnistes, qui envisagent l’alliance des deux dynasties rivales sous l'égide des Orléans, compte tenu de l’absence de progéniture d'Henri d'Artois, comte de Chambord. À la mort de ce dernier, le 24 août 1883, Philippe d'Orléans, comte de Paris, devient donc le candidat « fusionniste » au trône de France : le prince passe de « Louis-Philippe II » à « Philippe VII » pour une majorité de royalistes.
De nos jours, dans le cadre des « querelles dynastiques françaises », les princes d’Orléans justifient leur prétention au trône de France suivant plusieurs arguments :
- l’extinction de la descendance mâle du roi de France Louis XV, issue du premier petit-fils de Louis XIV ;
- la validité des renonciations mutuelles incluses dans les traités d’Utrecht, qui excluent tous les descendants de Philippe V d’Espagne (le deuxième petit-fils de Louis XIV) de la succession à la Couronne de France et, du même fait, la maison d’Orléans, issue de Philippe de France (second fils de Louis XIII et donc petit-fils de Philippe III d'Espagne), de la succession à la Couronne d'Espagne ;
- un « vice de pérégrinité » affectant la descendance d’un prince installé à l’étranger « sans esprit de retour » et y ayant fondé une dynastie étrangère, et la privant ainsi de droits (en référence notamment à l’arrêt Lemaistre, que les orléanistes interprètent comme excluant les étrangers même quand ce sont des Capétiens).

#### Généalogie
- Louis XIII, roi de France et de Navarre (1610-1643)
  -  Louis XIV, roi de France et de Navarre (1643-1715)
    - Louis de France (1661-1711), dauphin de France
      - Louis de France (1682-1712), dauphin de France
        -  Louis XV, roi de France et de Navarre (1715-1774)
          - Louis de France (1729-1765), dauphin de France
            -  Louis XVI, roi de France et de Navarre (1774-1792)
              -  Louis de France (Louis XVII), prétendant aux trônes de France et de Navarre (1793-1795)

            -  Louis XVIII, roi de France et de Navarre (1814-1815 ; 1815-1824)
            -  Charles X, roi de France et de Navarre (1824-1830)
              -  Louis de France (Louis XIX), prétendant aux trônes de France et de Navarre (1836-1844)
              - Charles-Ferdinand d'Artois (1778-1820), duc de Berry
                -  Henri d'Artois (Henri V), prétendant aux trônes de France et de Navarre (1844-1883)

  - Philippe de France (1640-1701), duc d’Orléans
    - Philippe d'Orléans (1674-1723), duc d’Orléans
      - Louis d'Orléans (1703-1752), duc d’Orléans
        - Louis-Philippe d'Orléans (1725-1785), duc d’Orléans
          - Louis-Philippe d'Orléans (1747-1793), duc d’Orléans
            - Louis-Philippe Ier (1830-1848), roi des Français
              - Ferdinand-Philippe d'Orléans (1810-1842), duc d’Orléans
                -  Philippe d'Orléans (Philippe VII), prétendant au trône de France (1883-1894)
                  -  Philippe d'Orléans (Philippe VIII), prétendant au trône de France (1894-1926)

                - Robert d'Orléans (1840-1910), duc de Chartres
                  -  Jean d'Orléans (Jean III), prétendant au trône de France (1926-1940)
                    -  Henri d'Orléans (Henri VI), prétendant au trône de France (1940-1999)
                      -  Henri d'Orléans (Henri VII), prétendant au trône de France (1999-2019)
                        -  Jean d'Orléans (Jean IV), prétendant au trône de France (depuis 2019)

#### Prétendants
| Portrait                         | Prétendant                                                                                                 | Période                                                    | Titres                                                          | Notes |
| -------------------------------- | --- | ---------------------------------------------------------- | --------------------------------------------------------------- | --- |
| Le comte de Paris                | « Philippe VII » Philippe d’Orléans Né le 24 août 1838 à Paris — Mort le 8 septembre 1894 à Stowe          | 24 août 1883 — 8 septembre 1894 11 ans et 15 jours         | Comte de Paris Prince royal                                     | À partir de 1883, le comte de Paris se pose en héritier de tous les Capétiens et non plus des seuls Orléans. Il abandonne l’héritage libéral de son grand-père. Ses partisans ne l’appellent plus « Louis-Philippe II », comme auparavant, mais « Philippe VII », pour revendiquer une supposée continuité avec les Valois et les Bourbons.      |
| Le duc d'Orléans                 | « Philippe VIII » Philippe d’Orléans Né le 6 février 1869 à Twickenham — Mort le 28 mars 1926 à Palerme    | 8 septembre 1894 — 28 mars 1926 31 ans, 6 mois et 20 jours | Duc d’Orléans                                                   | Fils du comte de Paris, Philippe est prétendant orléaniste au trône de France de 1894 à 1926. C’est également un explorateur, un naturaliste et un écrivain de renom. |
| Le duc de Guise                  | « Jean III » Jean d’Orléans Né le 4 septembre 1874 à Paris — Mort le 25 août 1940 à Larache                | 28 mars 1926 — 25 août 1940 14 ans, 4 mois et 28 jours     | Duc de Guise                                                    | Face à des difficultés politiques, le duc de Guise est contemporain de l’interdiction faite aux catholiques par Pie XI de soutenir Maurras et l’Action française, c’est-à-dire les plus puissants soutiens de la maison d’Orléans. L’entre-deux-guerres est donc une période d’éloignement entre le prétendant orléaniste et l'Action française. |
| Le comte de Paris                | « Henri VI » Henri d’Orléans Né le 5 juillet 1908 au Nouvion-en-Thiérache — Mort le 19 juin 1999 à Cherisy | 25 août 1940 — 19 juin 1999 58 ans, 9 mois et 25 jours     | Comte de Paris                                                  | De 1940 à 1999, Henri devient l’un des prétendants au trône de France et est alors considéré par les orléanistes comme roi de France sous le nom de « Henri VI » — « Henri V » étant le comte de Chambord, le petit-fils de Charles X. |
| Le comte de Paris, duc de France | « Henri VII » Henri d’Orléans Né le 14 juin 1933 à Woluwe-Saint-Pierre — Mort le 21 janvier 2019 à Paris   | 19 juin 1999 — 21 janvier 2019 19 ans, 7 mois et 2 jours   | Comte de Clermont Comte de Mortain Comte de Paris Duc de France | Prétendant orléaniste au trône de France à la mort de son père en 1999, Henri porte les titres de courtoisie de comte de Paris et duc de France. Il se pose dès lors en « chef de la maison de France », du fait de sa position d’aîné des descendants en primogéniture mâle de Philippe de France (1640-1701).                                  |
| Le comte de Paris                | « Jean IV » Jean d'Orléans Né le 19 mai 1965 à Boulogne-Billancourt                                        | Depuis le 21 janvier 2019 6 ans, 6 mois et 26 jours        | Duc de Vendôme Comte de Paris                                   | Prétendant orléaniste au trône de France depuis 2019. Il est pour ses partisans, depuis la mort de son père, le « chef de la maison de France », du fait de sa position d’aîné des descendants en primogéniture mâle de Philippe de France (1640-1701).                                                                                          |

## Prétendants bonapartistes au trône impérial de France

Armoiries du Premier Empire.
Armoiries du Second Empire.

### Des abdications deNapoléonIerà aujourd'hui

#### Généalogie
- Charles Bonaparte
  -  Napoléon Ier, empereur des Français (1804-1814 ; 1815), prétendant au trône impérial français (1814-1815 ; 1815-1821)
    -  « Napoléon II », prétendant au trône impérial français (1821-1832)

  -  Joseph, chef de la maison impériale de France (1832-1844)
  -  Louis, chef de la maison impériale de France (1844-1846)
    -  Napoléon III, prétendant au trône impérial français (1846-1852), empereur des Français (1852-1870), chef de la maison impériale de France (1870-1873)
      -  Louis-Napoléon, chef de la maison impériale de France (1873-1879)

  - Jérôme Bonaparte
    - Napoléon-Jérôme Bonaparte
      -  Victor Napoléon, chef de la maison impériale de France (1879-1926)
        -  Louis Napoléon, chef de la maison impériale de France (1926-1997)
          - Charles Bonaparte
            -  Jean-Christophe Napoléon, chef de la maison impériale de France (1997-en cours)

#### Prétendants
| Portrait         | Prétendant                                                                                               | Période | Titres                                                              | Notes |
| ---------------- | --- | --- | ------------------------------------------------------------------- | --- |
| Napoléon Ier     | Napoléon Ier Napoléon Bonaparte Né le 15 août 1769 à Ajaccio — Mort le 5 mai 1821 à Longwood             | 6 avril 1814 — 20 mars 1815 11 mois et 14 jours 22 juin 1815 — 5 mai 1821 5 ans, 10 mois et 13 jours                  | Empereur des Français Roi d’Italie                                  | Empereur à partir de mai 1804, Napoléon Ier abdique le 6 avril 1814. Revenu de son exil pendant les Cent-Jours, il abdique une seconde fois, 22 juin 1815, après la bataille de Waterloo. |
| Napoléon II      | Napoléon II Napoléon Bonaparte Né le 20 mars 1811 à Paris — Mort le 22 juillet 1832 à Vienne             | 5 mai 1821 — 22 juillet 1832 11 ans, 2 mois et 17 jours                                                               | Prince impérial Roi de Rome Empereur des Français Duc de Reichstadt | Le prince impérial devient théoriquement empereur des Français, en 1815, pour deux semaines, entre l'abdication de son père et le rappel de Louis XVIII, puis prétendant au trône impérial après la mort de Napoléon. |
| Joseph Bonaparte | « Joseph » Joseph Bonaparte Né le 7 janvier 1768 à Corte — Mort le 28 juillet 1844 à Florence            | 22 juillet 1832 — 28 juillet 1844 12 ans et 6 jours                                                                   | Roi d’Espagne Roi de Naples Comte de Survilliers                    | Après l’abdication de son frère, Joseph vit à Bordentown (New Jersey), s'y faisant construire la résidence de Point-Breeze grâce à la vente des bijoux de la couronne espagnole et s’occupant d’agronomie. Joseph retourne en Europe où il habite successivement l’Angleterre puis l’Italie. À la mort du duc de Reichstadt, il devient de jure chef de la maison impériale.                                                              |
| Louis Bonaparte  | « Louis » Louis Bonaparte Né le 2 septembre 1778 à Ajaccio — Mort le 25 juillet 1846 à Livourne          | 28 juillet 1844 — 25 juillet 1846 1 an, 11 mois et 27 jours                                                           | Roi de Hollande Comte de Saint-Leu                                  | À la mort de son frère Joseph, le prince Louis devient de facto le chef de la maison impériale de France. |
| Napoléon III     | Napoléon III Louis-Napoléon Bonaparte Né le 20 avril 1808 à Paris — Mort le 9 janvier 1873 à Chislehurst | 25 juillet 1846 — 2 décembre 1852 6 ans, 4 mois et 7 jours 4 septembre 1870 — 9 janvier 1873 2 ans, 4 mois et 5 jours | Empereur des Français                                               | Vaincu à Sedan, Napoléon III est fait prisonnier le 2 septembre 1870 alors que la République est proclamée par des députés deux jours plus tard. Il est déchu par l'Assemblée le 1er mars 1871. Exilé, l’ultime monarque de France finit ses jours à Chislehurst, en Angleterre. |
| Napoléon IV      | « Napoléon IV » Louis-Napoléon Bonaparte Né le 16 mars 1856 à Paris — Mort le 1er juin 1879 à Ulundi     | 9 janvier 1873 — 1er juin 1879 6 ans, 4 mois et 23 jours                                                              | Prince impérial Comte de Pierrefonds                                | Après la mort de son père, le 9 janvier 1873, le prince impérial signe « Napoléon » au lieu de Louis-Napoléon précédemment. En tant que prétendant au trône impérial, il fut parfois désigné sous le nom de « Napoléon IV ». |
| Napoléon V       | « Napoléon V » Victor Bonaparte Né le 18 juillet 1862 à Paris — Mort le 3 mai 1926 à Bruxelles           | 1er juin 1879 — 3 mai 1926 46 ans, 11 mois et 2 jours                                                                 | Prince Napoléon                                                     | Petit-cousin du précédent et candidat rival de son père Napoléon-Jérôme car préféré des bonapartistes. |
| Napoléon VI      | « Napoléon VI » Louis Bonaparte Né le 23 janvier 1914 à Bruxelles — Mort le 3 mai 1997 à Genolier        | 3 mai 1926 — 3 mai 1997 71 ans                                                                                        | Comte de Montfort Prince Napoléon                                   | Grand amateur d’alpinisme, de ski, d’automobile et de plongée sous-marine, le prince Louis Napoléon a participé aux activités de sociétés implantées au Sahara, en Afrique équatoriale et dans l’ancien Congo belge. Avec son épouse, il veille à la sauvegarde du patrimoine napoléonien, comme en 1979, où il fait don à l’État de manuscrits, souvenirs et œuvres d’art provenant de la succession de Napoléon Ier et de Napoléon III. |
| Napoléon VII     | « Napoléon VII » Jean-Christophe Napoléon Bonaparte Né le 11 juillet 1986 à Saint-Raphaël                | Depuis le 3 mai 1997 28 ans, 3 mois et 13 jours                                                                       | Prince Napoléon                                                     | Petit-fils du précédent, fils de Charles Bonaparte, prétendant au trône en vertu du testament de son grand-père,. |